# Dociostaurus kraussi
Dociostaurus kraussi är en insektsart som först beskrevs av Ingenitskii 1897.  Dociostaurus kraussi ingår i släktet Dociostaurus och familjen gräshoppor. Inga underarter finns listade i Catalogue of Life.